# Витвицький Софрон
Софро́н Витви́цький (14 червня 1819, Тлумач — 29 жовтня 1879, Жаб'є) — греко-католицький священник, літератор, етнограф на Гуцульщині, посол до Галицького сейму (1861).

## Життєпис
Парох села Жаб'є (сучасне смт Верховина Івано-Франківської області). У 1848 — член польської «Ради народової», але вийшов з її складу. Прихильник порозуміння з польськими політиками (у цьому дусі видав брошуру «Do zgody! Bracia, do zgody!», Львів, 1861), через що церковна ієрархія змусила його скласти мандат відразу після першої сесії сейму.
Писав українською і польською мовами про Гуцульщину, її населення й звичаї, а також драматичні твори, що успіху не мали. Автор опери «Два голуби воду пили, а два колотили» (1863).
Возняк Михайло з цього приводу писав, що Витвицький Софрон, 
| ставши послом до австрійського краєвого парламенту (сойму), закликав до згоди між всіма суспільно-політичними станами і течіями. Свій вимріяний ідеал показав у своїх мелодрамах, в яких, попри запевнення, що вони написані в «чисто рускім язиці», «цілі легіони слів церковних, польських і т. д. Яка мова, така й правопись… |
Фольклорно-етнографічні доробки С. Витвицького:

1852 р. в «Зорі Галицькій» (ч.54 —56) надрукував «Статистически-историческое обозръніе Гуцуловъ въ Коломыйскомъ окрузь со характеристикою ихъ»;

1863 р. — «Rys historyczny о Huculach»;

1868 р.— «Правда» (ч. 2) — стаття «Якій крімь иншихъ обхідь весбленай у княгинь гуцульскихъ»;

1869 р. — «Правда» (ч.7, 8) — стаття «Дещо зъ традицій гуцульской».